# Turkiestan (miasto)
Turkiestan (kaz. Түркістан, Türkystan; ros. Туркестан, Turkiestan) – miasto w południowym Kazachstanie, siedziba administracyjna obwodu turkiestańskiego. Ludność: 150 tys. mieszkańców. Rozwinięty przemysł oczyszczania bawełny. Zachowane zabytki architektury z XII w. Nazwa miasta w języku perskim znaczy dosłownie „Błogosławiony z Turkiestanu” i odnosi się do grobowca sufickiego świętego Chodży Ahmada Jasawiego, wzniesionego za panowania Timura w latach 1389–1399.